# Mainiomäki
Mainiomäki är en kulle i Finland.   Den ligger i den ekonomiska regionen  Åbo ekonomiska region  och landskapet Egentliga Finland, i den sydvästra delen av landet, 170 km väster om huvudstaden Helsingfors. Toppen på Mainiomäki är 18 meter över havet. Mainiomäki ligger på ön Rimito.
Terrängen runt Mainiomäki är platt. Havet är nära Mainiomäki söderut. Runt Mainiomäki är det glesbefolkat, med 14 invånare per kvadratkilometer. Närmaste större samhälle är Nådendal, 10,8 km nordost om Mainiomäki. I omgivningarna runt Mainiomäki växer i huvudsak barrskog.